# New Frontier (film, 1939)
Pour plus de détails, voir Fiche technique et Distribution.
New Frontier est un western américain réalisé par George Sherman, sorti en 1939.

## Synopsis
Les trois mousquetaires du Far-West aident des fermiers à lutter contre la construction d'un barrage qui doit inonder leurs verts pâturages.

## Fiche technique
- Titre original : New Frontier
- Chansons interprétées par : Sons of the Pioneers
- Réalisation : George Sherman
- Scénario et histoire : Betty Burbridge et Luci Ward
- Producteur : William Berke
- Société de production : Republic Pictures
- Distribution : Republic Pictures
- Musique : William Lava
- Photographie : Reggie Lanning
- Montage : Tony Martinelli
- Pays d’origine :  États-Unis
- Langue : anglais
- Genre : western
- Format : Noir et blanc - Son : Mono (RCA High Fidelity Recording)
- Durée : 57 minutes
- Date de sortie :
  - États-Unis : 10 août 1939

## Distribution
- John Wayne : Stony Brooke
- Ray Corrigan : Tucson Smith
- Raymond Hatton : Rusty Joslin
- Jennifer Jones : Celia Braddock (sous le nom de Phylis Isley)
- Eddy Waller : Major Steven Braddock
- Sammy McKim : Stevie Braddock
- LeRoy Mason : M.C. Gilbert
- Harrison Greene : William Proctor
- Reginald Barlow : Juge Bill Lawson
- Burr Caruth : Dr. William 'Doc' Hall
- Dave O'Brien : Jason Braddock
- Hal Price : Shérif
- Jack Ingram : Henchman Harmon
- Bud Osborne : Dickson